# Nesolagus
Nesolagus là một chi động vật có vú trong họ Leporidae, bộ Thỏ. Chi này được Forsyth-Major miêu tả năm 1899. Loài điển hình của chi này là Lepus netscheri Schlegel, 1880.

## Hình ảnh

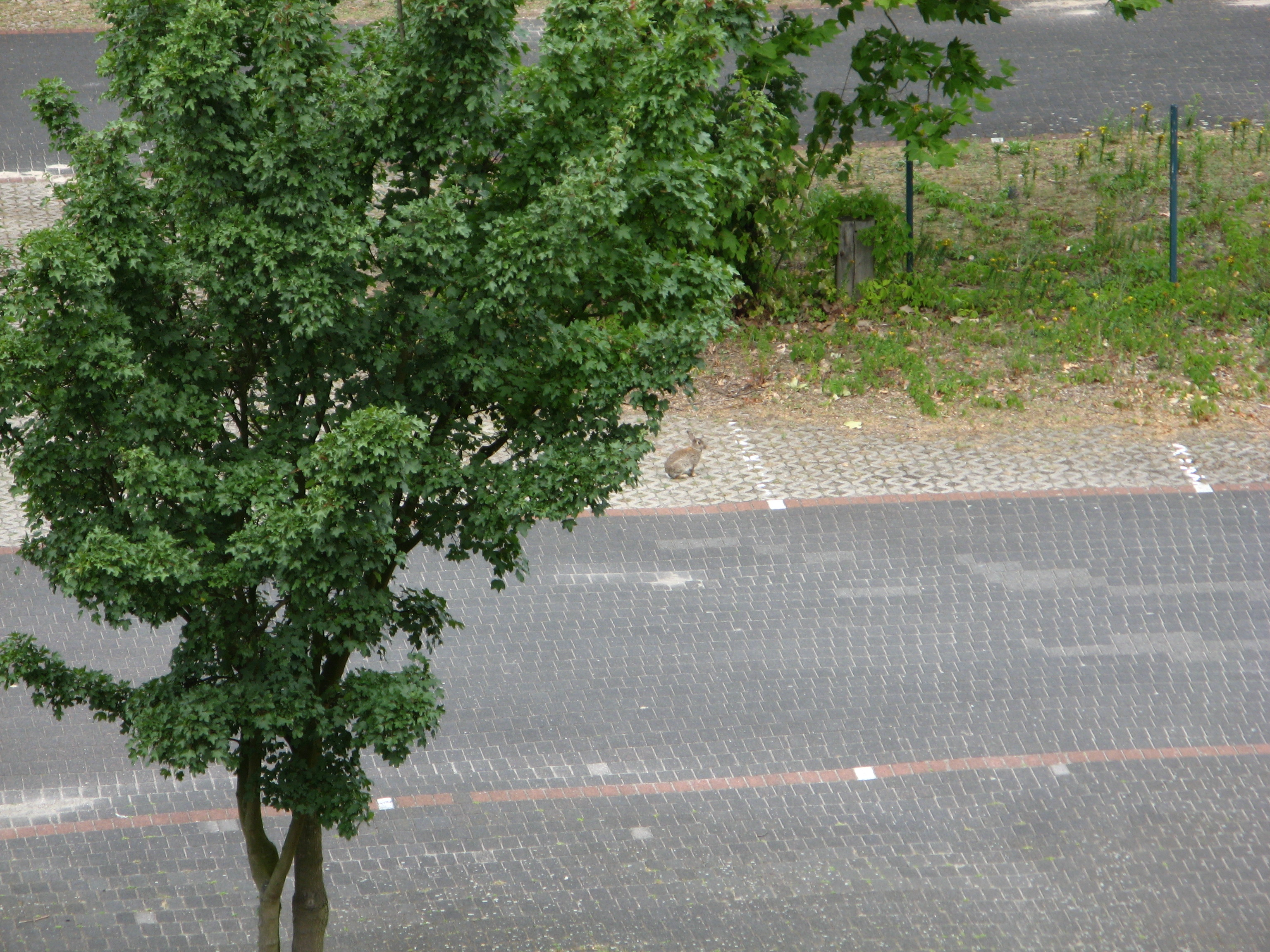
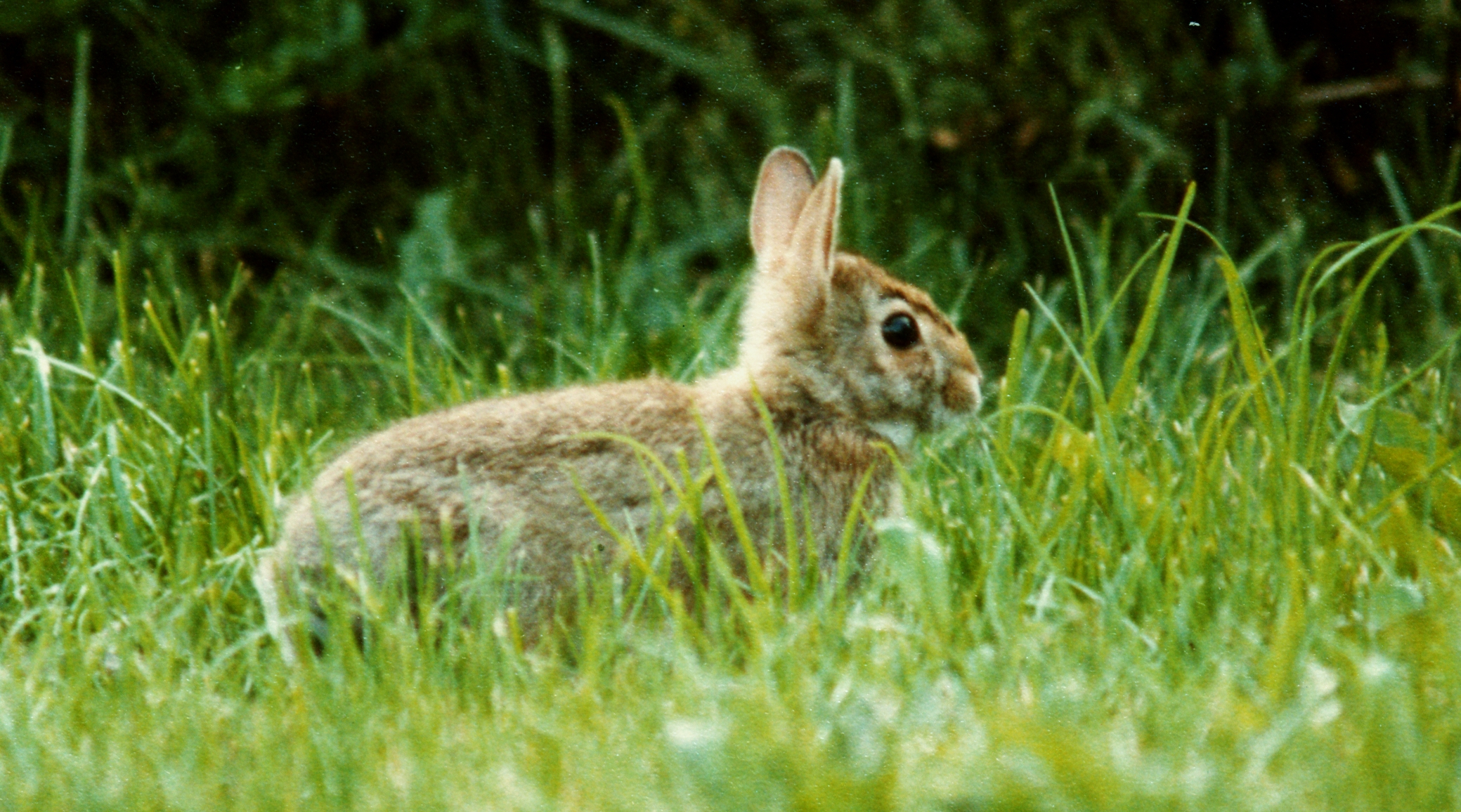
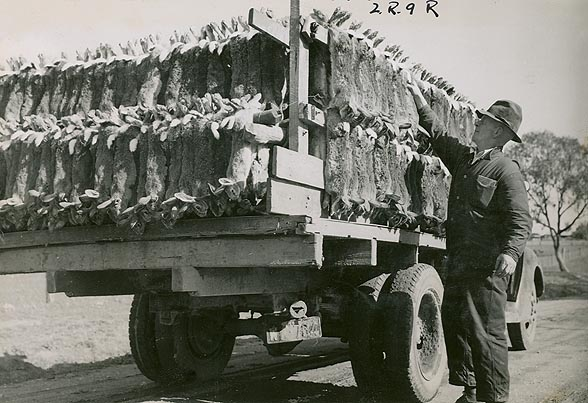

## Các loài
Chi này gồm các loài:
- Nesolagus netscheri
  - Nesolagus timminsi'